# Tuberoplectus
Tuberoplectus (лат.) — род хищных коротконадкрылых жуков трибы Dimerini из подсемейства ощупники (Pselaphinae). Включает 3 вида.

## Распространение
Бразилия, Вьетнам, Австралия.

## Описание
Мелкие коротконадкрылые жуки—ощупники (Pselaphinae). Длина тела 1,2—1,6 мм. Усики 11-члениковые, булавовидные (булава образованы двумя вершинными члениками, промежуточные членики поперечные и тесно прижаты друг к другу). Голова с выступающим узким лобным рострумом; имеются вертексные ямки с единственной лобной ямкой. Переднеспинка с большим срединным антебазальным вдавлением, латеральные антебазальные ямки меньшего размера. Надкрылья с небольшими подплечевыми ямками, краевые кили простираются от подплечевых ямок до вершин надкрылий. Брюшко с глубокими щетинковидными вдавлениями у основания видимых 1-4 (IV—VII) тергитов.

## Систематика
Включает 3 вида. Род был впервые описан в 1952 году, а его валидный статус подтверждён в ходе ревизии, проведённой в 2001 году энтомологом Дональдом С. Чандлером (University of New Hampshire, Durham, Нью-Гэмпшир, США). Род отнесён к трибе Dimerini (надтриба Euplectitae) из подсемейства Pselaphinae и близок к неотропическим родам Ocabaraja и Barroeuplectoides.
- Tuberoplectus cucphuongensis Nomura, 2010 — Вьетнам[4]
- Tuberoplectus plaumanni O.Park, 1952 — Бразилия[1].
- Tuberoplectus tozerensis Chandler, 2001 — Австралия[1]